# Edem
Edem (grško οίδημα) ali oteklina je nakopičenje tekočine v tkivu med celicami (medceličnem prostoru). Kaže se kot otekanje, povečanje tega tkiva. Če je edem na koži, ga prepoznamo tudi tako, da s prstom nekaj sekund pritiskamo na mesto edema in ko prst umaknemo, ostane na koži še nekaj časa vdrtinica. Edemi se lahko pojavijo na poljubnem mestu v telesu. Tako se odvisno od vzroka lahko pojavijo v možganih, pljučih, koži in drugje. Edemi zaradi nekaterih bolezni (popuščanja srca, ledvic, jeter itd.) so (zaradi gravitacije) najpogostejši v predelu spodnjih okončin. Otekline na nekaterih mestih pa so lahko tudi življenjsko ogrožujoče. Zelo nevaren je edem v področju glasilk (npr. zaradi pika ose), saj lahko pride do zadušitve. Prav tako je nevarno otekanje možganov, ker so v čvrsti lobanji ki se ne more širiti. Ker se možgani zaradi otekanja večajo, jim zmanjka prostora in možgansko tkivo se poškoduje.

## Vzroki
Edem nastane, ker tekočina iz žil prehaja skozi žilno steno v tkivo.
Prehajanje tekočine nastane zaradi različnih vzrokov. Pogosto je za to krivo vnetje, pri katerem se celice ki tvorijo žilno steno razmaknejo in žila postane bolj prepustna za tekočino (plazmo) in ostale sestavine krvi (celice imunskega sistema in ostale). Govorimo o transudaciji (uhajanje z beljakovinami revne krvne plazme iz žilja) in eksudaciji (uhajanje krvne plazme, krvničk in beljakovin iz žilja).
Med pogostejšimi vzroki edemov so tudi druge bolezni ali nekatera zdravila. Primera sta srčno popuščanje ali ledvična insuficienca. Pri teh dveh se poveča volumen krvi in krvi tlak ter se zato pospeši prehajanje tekočine iz žil v tkiva.
Edemi na spodnjih okončinah so lahko tudi posledica venske tromboze. Nastale otekline lahko bolnik oblaži z uporabo kompresijskih nogavic.
Edemi se lahko pojavijo tudi kot neželeni učinek zdravil. Takšna zdravila so na primer kortizon, antidepresivi ...

## Patofiziologija
Za stalno ohranjanje normalne prostornine intersticijske tekočine mora biti iztok (filtracija) tekočine iz žil enaka kot je seštevek ponovnega prehoda tekočine v žile (reabsorpcije) in odtoka tekočine z  limfo. Če je ravnovesje pomaknjeno k povišani filtraciji, se ravnotežje (homeostaza) podre in volumen tekočine v tkivu se poveča.
Nastanek intersticijske tekočine opisuje Starlingov zakon. V kapilari in zunaj nje delujeta dve vrsti sil, ene zaradi koloidnoosmotskega tlaka, druge zaradi hidrostatskega tlaka. Koloidnoosmotski (onkotski) tlak je bistveno večji znotraj kapilare, saj je odvisen od koncentracije beljakovin v sistemu, beljakovin pa v intersticiju skorajda ni, saj ne prehajajo stene kapilar. Sile zaradi koloidnoosmotskega tlaka silijo plazmo k prehajanju iz intersticija v venski del kapilare. Hidrostatski tlak vzdolž kapilare pada. V začetku seštevek sil povzroča filtracijo krvne plazme, v končnem delu pa njeno reabsorpcijo. Zmanjšanje koloidnoosmotskega tlaka v kapilari ali povečanje le-tega v intersticiju povzroča edeme. Enak učinek ima povišan hidrostatski tlak v kapilari.